# Friedrich-Ludwig-Jahn-Sportpark
El Friedrich-Ludwig-Jahn-Sportpark (también nombrado Jahnsportpark o Jahn-Sportpark) es un complejo deportivo ubicado en el distrito de Pankow en el oeste de la ciudad de Berlín, Alemania. El complejo incluye un estadio de fútbol y atletismo, así como varios campos deportivos más pequeños. El estadio posee una capacidad para 20 000 asientos y es el tercer estadio más grande de la ciudad de Berlín después del Olympiastadion y del Stadion An der Alten Försterei. Tras su ascenso en 2014 a la Regionalliga Nordost el BFC Dynamo Berlin se trasladó nuevamente al recinto y ahora es el usuario principal del estadio.

## Historia
Desde 1825, el área en la que se emplaza el actual estadio fue utilizada como base del Regimiento de la Guardia del ejército prusiano. Algunas viviendas fueron construidas en el sitio a finales del siglo XIX, pero se trataron de instalaciones de un uso de corta duración y la zona pronto se convirtió en un espacio abierto y utilizado para la práctica de diversos deportes de campo. La ciudad de Berlín compró el terreno en 1912 y lo desarrolló para su uso deportivo en 1913.
Después de la Segunda Guerra Mundial y la división de la ciudad capital, la zona formó parte de lo que se convirtió en Berlín oriental, en la zona de ocupación soviética. El estadio de fútbol y atletismo, con una capacidad de 30.000 espectadores, fue construido en el lugar en 1951, para su uso durante el Festival Mundial de la Juventud y los Estudiantes de ese año. Conocido inicialmente como Berliner Sportpark, el gobierno de la República Democrática Alemana cambió el nombre del complejo a Friedrich-Ludwig-Jahn-Sportpark en honor al centenario de la muerte de Friedrich Ludwig Jahn conocido en Alemania como el padre de la gimnasia. El estadio fue renovado en 1988 y su capacidad se vio reducida a cerca de 20.000 personas, su capacidad actual.

## Usos
El club Dynamo de Berlín de Alemania Oriental disputó aquí sus partidos de la DDR-Oberliga desde 1966 hasta 1991, el club celebró nueve de sus diez títulos consecutivos (1979 a 1988) en el estadio, a excepción de la temporada 1986/87, cuando el estadio estaba en reconstrucción. En los años 1970 y 1980 el BFC Dynamo acogió a equipos como el Aston Villa, Hamburger SV, AS Roma, Werder Bremen y el Girondins de Burdeos en partidos válidos por la Copa de Europa.
La Selección de fútbol de Alemania Democrática jugó diez partidos internacionales en el estadio entre 1951 y 1990, incluyendo el partido frente a la  Selección de Bélgica el 13 de marzo de 1974, que terminó con una victoria por 5-2 frente a un récord de asistencia de 30 000 espectadores.
El estadio fue utilizado por el club Berlin Thunder de la NFL Europa durante 1999 a 2002.
En julio de 2014 se anunció que el Friedrich-Ludwig-Jahn-Sportpark albergaría la sede de la final de 2015 de la UEFA Champions League Femenina. La final se celebró el 14 de mayo de 2015.

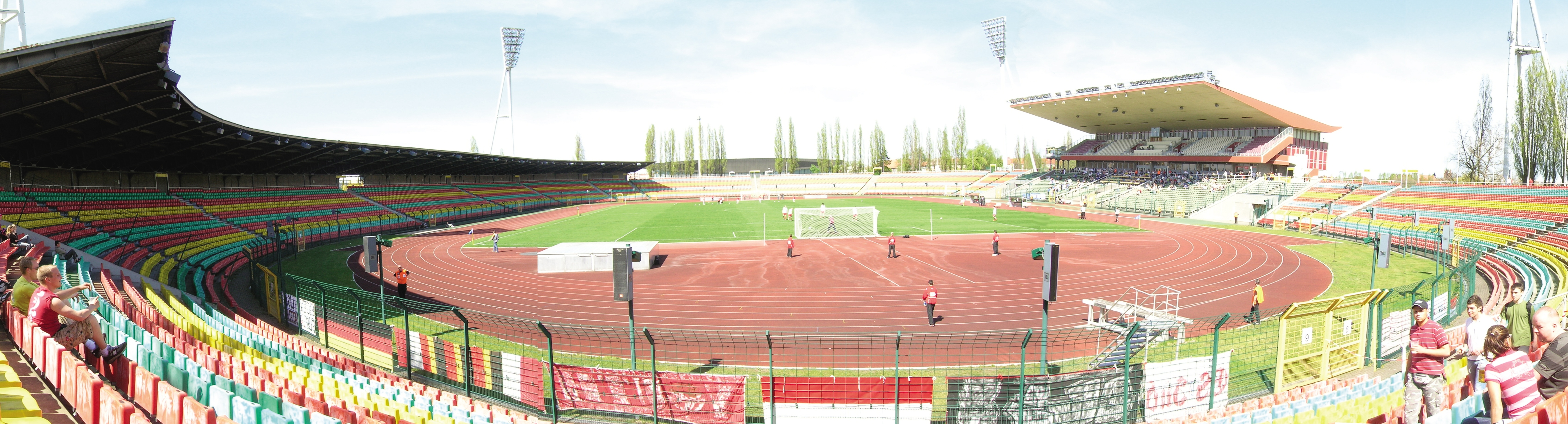
Imagen panorámica del estadio.

| Predecesor: Estádio do Restelo Lisboa 2014 | Final de la Liga de Campeones Femenina de la UEFA Berlín 2015 | Sucesor: MAPEI Stadium - Città del Tricolore Reggio Emilia 2016 |